# تشارلز ماير (دراج)
تشارلز ماير (بالفرنسية: Charles Meyer؛ بالدنماركية: Charles Meyer) هو دراج دنماركي وفرنسي، ولد في 16 مارس 1868 في فلنسبورغ في ألمانيا، وتوفي في 31 يناير 1931 في دييب في فرنسا.

## وصلات خارجية
- تشارلز ماير على موقع أرشيف الدراجات (الإنجليزية)
- تشارلز ماير على موقع إحصائيات الدراجات الإحترافية (الإنجليزية)
- تشارلز ماير على موقع CycleBase (الإنجليزية)